# Марґеріта да Чітта-ді-Кастелло
Марґеріта да Чітта-ді-Кастелло (італ. Margherita da Città di Castello; 1287, Метола — 13 квітня 1320, Читта-ді-Кастелло) — італійська домініканська терціарка, свята католицької церкви, покровителька сліпих та небажаних і абортованих дітей.

## Життєпис
Марґеріта да Чітта-ді-Кастелло походила з аристократичної родини. З народження була сліпа, карликова і кульгава. Будучи ще маленькою дитиною, за вказівкою батька стала відлюдницею. У 1303 році батьки її покинули і вона виховувалася в різних сім'ях. Після того, як вона віддалася на захист Немовляти Ісуса, її привели до сестер домініканок в Читта-ді-Кастелло, де вона була прийнята до Третього ордену. Відзначалася духом покути і несла свій хрест, ніколи не скаржившись. Працювала, доглядаючи за маленькими дітьми. Особливо піклувалася хворими і в'язнями.
Марґеріта померла у 33-річному віці й була похована у домініканській каплиці. Після її смерті зафіксовано двісті чудес, що сталися за її заступництвом. Незважаючи на плин часу, її тіло не розкладалося. Беатифікована Папою Павлом V 19 жовтня 1609 року. Католицька церква спогадує її пам'ять 13 квітня.
24 квітня 2021 року Папа Франциск затвердив висновки звичайної чергової сесії кардиналів і єпископів членів Конгрегації в справах святих, та вирішив поширити культ блаженної Марґеріти з Чітта-ді-Кастелло на всю церкву, вписавши її до переліку святих і здійснивши цим акт, рівнозначний канонізації.